# چروین (بلاروس)
چروین (به لاتین: Chervyen) یک منطقهٔ مسکونی در بلاروس است که در منطقه مینسک واقع شده‌است. چروین ۹٬۷۱۸ نفر جمعیت دارد و ۱۶۰ متر بالاتر از سطح دریا واقع شده‌است.